# Thomas Eisfeld
Thomas Eisfeld (* 18. Januar 1993 in Finsterwalde) ist ein deutscher Fußballspieler. Der offensive Mittelfeldspieler stand bis Sommer 2025 beim Rot-Weiss Essen unter Vertrag.

## Karriere

### Vereine

#### Anfänge
Thomas Eisfeld begann seine Karriere beim SV Quitt Ankum. Später spielte er für den VfL Osnabrück, ehe er sich den Jugendmannschaften von Borussia Dortmund anschloss. Am 3. Oktober 2009 debütierte der Rechtsfuß unter Trainer Peter Hyballa gegen die SG Wattenscheid 09 in der A-Junioren-Bundesliga (Staffel West). Ende des Jahres 2009 zog er sich in einem Turnierspiel gegen eine Jugendmannschaft des FC Schalke 04 einen Riss des Kreuzbands zu. Nach auskurierter Verletzung gelangen ihm in der Spielzeit 2010/11 acht Tore in 19 Spielen sowie in der Hinrunde der Saison 2011/12 sechs Tore in zwölf Spielen für Borussias A-Jugend.

#### FC Arsenal
Zum Ende der Wechselperiode in der Winterpause 2011/12 wechselte der von Spielerberater Reza Fazeli betreute Eisfeld von Borussia Dortmund zum FC Arsenal. Die Ablösesumme lag Medienberichten zufolge im Bereich von etwa 500.000 Euro (£ 420,000) bis 800.000 Euro. Sein Vertrag mit Borussia Dortmund wäre im Sommer 2012 ohnehin ausgelaufen.
Arsenals Cheftrainer Arsène Wenger äußerte sich daraufhin folgendermaßen über Eisfeld:

„Thomas is a player we have liked for some time. We’ve watched him closely this season, where he has excelled for Dortmund’s youth team.“

„Thomas ist ein Spieler, der uns schon eine Weile gefallen hat. Wir haben ihn in dieser Saison sehr genau beobachtet, in der er für Dortmunds Jugend überragend gespielt hat.“

Am 1. Februar 2012 bestritt Eisfeld seinen ersten Einsatz für die Reservemannschaft Arsenals in der Premier Reserve League (Southern Division). Dabei gelang ihm eine erste Torvorlage.
Sein Pflichtspiel-Debüt für die erste Mannschaft bestritt Eisfeld am 30. Oktober 2012 im Pokalspiel gegen den FC Reading. Er wurde in der 62. Minute für Serge Gnabry eingewechselt. Er schaffte es allerdings nicht, fester Bestandteil der Profis zu werden und spielte für die U21.

#### FC Fulham
Am 23. Juli 2014 wurde Eisfelds Wechsel zur Spielzeit 2014/15 zum von Felix Magath trainierten Londoner Zweitligisten FC Fulham vermeldet. Dort unterschrieb er einen Zweijahresvertrag mit Option auf eine weitere Saison. Er absolvierte sein Debüt in der Football League Championship am 9. August 2014, als er bei der 1:2-Niederlage gegen Ipswich Town am ersten Spieltag zur zweiten Halbzeit für Chris David eingewechselt wurde. Bis Anfang Februar 2015 bestritt er 13 Pflichtspiele und erzielte zwei Tore.

#### VfL Bochum
Am 2. Februar 2015 gab der Zweitligist VfL Bochum bekannt, dass er Eisfeld im Rahmen eines bis 30. Juni 2015 befristeten Leihgeschäfts verpflichtet hat. Nach zwölf Zweitligaeinsätzen und einem Tor in der Rückrunde kehrte er zur Spielzeit 2015/16 zunächst nach Fulham zurück, wurde Mitte August 2015 dann aber fest von Bochum verpflichtet. Zur Saison 2016/17 übernahm er die Rückennummer 10 von dem zur TSG 1899 Hoffenheim gewechselten Marco Terrazzino, die Eisfeld bis zu seinem Abgang behalten sollte.
Während seiner Zeit in Bochum hatte Eisfeld oft mit Knieproblemen zu kämpfen, weshalb er vor allem in den Saisons 2016/17 und 2018/19 über vierzig Spiele verletzungsbedingt verpasste. Zum Ende der Saison 2020/21, die mit dem Aufstieg Bochums in die Bundesliga endete und in der Eisfeld keine entscheidende Rolle spielen konnte, einigten sich der Verein und der Spieler darauf, den Vertrag auslaufen zu lassen. Insgesamt gelangen ihm für den VfL in 116 Liga- und 8 Pokaleinsätzen 11 Tore und 12 Vorlagen.

#### Rot-Weiss Essen
Am 24. Januar 2022 gab Fußball-Regionalligist Rot-Weiss Essen die Verpflichtung von Thomas Eisfeld bekannt. Eisfeld wird dabei auf der Homepage des Vereins folgendermaßen zitiert: "Ich lebe nun schon länger im Ruhrgebiet und habe hier meinen Lebensmittelpunkt. Daher wollte ich auch nicht das erstbeste Angebot annehmen, das mir unterbreitet wird. Ich bin sehr glücklich, dass sich die Geduld ausgezahlt hat und ich ab sofort an der Hafenstraße auflaufen darf." Nach 15 Einsätzen in der Regionalliga West und 61 Einsätzen in der 3. Liga trennten sich die Wege von Essen und Eisfeld nach dreieinhalb Jahren, nachdem der im Sommer 2025 auslaufende Vertrag nicht verlängert wurde.

### Nationalmannschaft
Eisfeld war 2008 Mitglied der deutschen U15-Nationalmannschaft, absolvierte in jenem Jahr aber kein Länderspiel. Am 5. März 2014 kam er bei einem 3:2-Sieg im Freundschaftsspiel gegen die Schweiz zu einem Einsatz für die deutsche U20-Nationalmannschaft.

## Spielweise
Thomas Eisfelds Qualitäten liegen besonders in der Ballbehandlung und -weiterleitung, wobei er häufig versucht, das Spiel zu verlagern und so freie Räume zu nutzen. Vor allem bei indirekten Freistößen und Flanken aus dem Halbfeld werden zudem seine genauen Zuspiele deutlich, durch die er die Mehrzahl seiner Vorlagen erzielte. Darüber hinaus ist Eisfeld ein ausgezeichneter Fernschütze, was sich in vielen direkt verwandelten Freistößen und Distanztoren widerspiegelt.
Während er in seiner Zeit in den Jugendmannschaften des FC Arsenal und Borussia Dortmund mehrheitlich als hängende Spitze und später als Zehner eingesetzt wurde, bekleidete er unter Trainer Thomas Reis auch oft die Position des defensiven Spielmachers, häufig als offensiverer Pendant zu Mitspieler Anthony Losilla.
Da Eisfeld allerdings abgesehen von beachtlicher technischer Begabung weder eine herausragende Physis oder Laufbereitschaft noch ein hohes Tempo aufweisen kann und außerdem Zeit seiner Karriere unter wiederkehrenden Verletzungsproblemen litt, blieb ihm oft die Rolle als Stammspieler verwehrt. So war er beispielsweise in der Aufstiegssaison 2020/21 nur Ersatzspieler hinter den Mittelfeldspielern Robert Žulj, Robert Tesche und Anthony Losilla.

## Erfolge
FC Arsenal
- Sieger des FA-Cups: 2014

VfL Bochum
- Meister der 2. Bundesliga und Aufstieg in die Bundesliga: 2021

Rot-Weiss Essen
- Meister der Regionalliga West und Aufstieg in die 3. Liga: 2022